# Щаников, Николай Иванович
Николай Иванович Щаников (23 сентября 1926, Сидоровская, Калязинский уезд, Тверская губерния, СССР — 7 марта 2000, Саров, Нижегородская область, Россия) — советский организатор и руководитель атомной промышленности. Заместитель главного конструктора Всесоюзного (Всероссийского) научно-исследовательского института экспериментальной физики в 1967—2000 годах. Дважды лауреат Государственной премии СССР. Заслуженный работник промышленности СССР (1991).

## Биография
Родился 23 сентября 1926 года в деревне Сидоровская Калязинского уезда Тверской губернии (ныне — Калязинского района Тверской области).
В 1952 году окончил Ленинградский электротехнический институт и получил направление на должность радиоинженера в Конструкторское бюро № 11 (КБ-11) (с 1967 года — Всесоюзный научно-исследовательский институт экспериментальной физики (ВНИИЭФ) Министерства среднего машиностроения (МСМ) СССР, ныне — Российский федеральный ядерный центр (РФЯЦ) — ВНИИЭФ) в закрытом городе Арзамас-16 (с 1995 — Саров) Горьковской (с 1991 — Нижегородской) области.
С января 1967 по 1991 год заместитель главного конструктора — начальник сектора № 11 ВНИИЭФ МСМ СССР (с 1989 года — Министерства атомной энергетики и промышленности СССР). С 1991 до последнего дня своей жизни — заместитель главного конструктора ВНИИЭФ (с 1992 года — РФЯЦ-ВНИИЭФ).
Руководил работами по созданию радиоконтрольной и электронной аппаратуры ядерных боеприпасов.
В 1986 году защитил диссертацию на соискании степени доктора технических наук, также в дальнейшем ему присвоено звание профессора по специальности «радиотехнические и телевизионные системы и устройства». Полученными знаниями и опытом щедро делился с молодыми специалистами.
Жил в Сарове. Умер 7 марта 2000 года. Похоронен в Сарове на городском кладбище.
Дважды лауреат Государственной премии СССР (1967, 1980).
Заслуженный работник промышленности СССР (28.06.1991). Почетный гражданин города Саров (1996).
Доктор технических наук (1986). Профессор.

## Награды
- орден Ленина;
- орден Трудового Красного Знамени;
- Государственная премия СССР (1967, 1980)
- медали.